# الحزب الشيوعي الكولومبي (الماركسي اللينيني)
الحزب الشيوعي الكولومبي (الماركسي اللينيني) (بالإسبانية: Partido Comunista de Colombia (Marxista-leninista))‏ هو حزب سياسي كولومبي انشق عن الحزب الشيوعي الكولومبي الرئيسي حوالي عام 1965.
كان في الأصل ذو توجه ماوي، لكنه طور فيما بعد موقفًا مؤيدًا للألبان.
الجناح العسكري للحزب هو جماعة حرب العصابات التابعة لجيش التحرير الشعبي.
عانى الحزب من نكسة كبيرة في عام 1990، عندما استسلم غالبية كوادره للحكومة. أعاد أعضاء هذا الفصيل المهزوم تجميع أنفسهم كمنظمة سياسية الأمل والسلام والحرية. على الصعيد الدولي، فهو تابع للمؤتمر الدولي للأحزاب والمنظمات الماركسية اللينينية (الوحدة والنضال).

## روابط خارجية
- (الإسبانية)